# Michel Pauper

Michel Pauper est un drame en cinq actes et sept tableaux du dramaturge français Henry Becque. Ce drame a été créé au Théâtre de la Porte Saint-Martin le 17 juin 1870,,.

## Création
La pièce fut d'abord proposée à la Comédie Française, mais elle a été rejetée. Puis, bien que acceptée au Théâtre de l'Odéon, elle n'y a pas été jouée, ce contre quoi Henry Becque a porté plainte. Il a perdu le procès. La pièce est finalement jouée au Théâtre de la Porte Saint-Martin loué pour la pièce. Globalement, la critique apprécia la pièce, mais jouée en été, le public s'est fait rare et Becque a été contraint d'arrêter les représentations.

## Personnages
- Michel Pauper
- Le Baron Von-der-Holwelk
- Henry de la Roseraye
- Le Comte de Rivailles
- Hélène
- Mme de la Roseraye
- Adèle
- Un domestique
- Un ouvrier
- Un apprenti
- Un conseiller municipal
- Un médecin
- Une femme du peuple
- Ouvriers, Femmes du peuple, Conseillers municipaux[7]

## Résumé

### Argument
Michel Pauper, un chimiste floué par le riche industriel Henry de la Roseraye, tombe amoureux de la fille de celui-ci. Pour elle, il cesse de boire et travaille plus. Mais Hélène est éperdument amoureuse du Comte de Rivailles, un homme cynique et libertin qui veut bien d'elle comme maîtresse mais ne veut pas se marier avec elle. Hélène ne peut s'y résoudre. Le Comte tente alors d'abuser d'elle. Ruiné, M. de la Roseraye se suicide. Hélène révèle au baron, l'oncle du Comte ce qu'il a fait. Le Baron propose de se marier avec elle. Mais poussée par sa mère, Hélène finit par consentir à épouser Michel Pauper. Elle lui avoue cependant son amour pour le Comte. Michel, horrifié, la rejette et se remet à boire. Il meurt à cause de l'alcool après avoir trouvé comment transformer le charbon en diamant

### Résumé par actes et tableaux

#### Acte I
- Scène 1 : Le Baron, que des recherches scientifiques ont ruiné, discute avec Mme de la Roseraye en attendant M. de la Roseraye, son ami. Quelqu'un fait du tapage pour entrer dans l'antichambre. Mme de la Roseraye, que ce bruit importune, s'en va.
- Scène 2 : Entre Michel Pauper, énervé après le valet qui essaye de l'empêcher d'entrer. Le Baron dit au valet de laisser entrer Michel.
- Scène 3 : Discutant avec le baron, Michel lui dit qu'il est chimiste mais que M. de la Roseraye l'exploite. Il avoue qu'il boit de temps en temps, mais il pense que le vin l'aide à travailler.
- Scène 4 : M. de la Roseraye entre. Le Baron lui demande un peu d'argent, mais M. de la Roseraye lui répond qu'il ne pourra pas, car il a une situation financière difficile.
- Scène 5 : Le Baron parti, Michel s’énerve contre M. de la Roseraye, en lui disant qu'il le vole. Celui-ci rétorque que ce sont les produits qui ne marchent pas et que, de toute façon, ce marché ne représente qu'une petite part de son commerce, s'il voulait voler quelqu'un, ce ne serait pas Michel. Il lui propose de l'argent, mais Michel refuse, la rumeur dit que M. de la Roseraye est en faillite, il en aura besoin.
- Scène 6 : Entre Hélène, la fille de M. de la Roseraye, qui demande d'où viennent les cris. M. de la Roseraye lui répond qu'il doit traiter avec un ivrogne. Elle le plaint puis lui reproche de ne pas être assez auprès d'elle. Il lui répond qu'il a beaucoup de travail.
- Scène 7 : Hélène partie, M. de la Roseraye reproche à Michel d'avoir crié. Mais celui-ci lui demande la main d'Hélène. M. de la Roseraye lui permet de lui faire la cour. Puis, Michel lui apprend qu'il cherche comment transformer le charbon en carbone, M. de la Roseraye se moque de lui.

#### Acte II
- Scène 1 : Mme de la Roseraye se désole. Elle sait que son mari a des problèmes financiers, mais celui-ci ne lui dit rien et est constamment triste.
- Scène 2 : Entre sa fille, Hélène, elles discutent des problèmes de M. de la Roseraye. Sa mère faisant allusion à un mariage entre Hélène et Michel Pauper, Hélène rétorque qu'elle ne veut pas de lui : il n'est pas de son rang.
- Scène 3 : Une domestique apporte une lettre de Mme de Varennes pour M. de la Roseraye. Mme de la Roseraye s'en va.
- Scène 4 : Hélène demande à la domestique d'aller cherche le Comte de Rivailles.
- Scène 5 : Seule, elle se lamente : elle aime le Comte.
- Scène 6 : Adèle, la domestique, introduit le Comte et sort.
- Scène 7 : Le Comte lui propose de partir avec lui mais elle ne veut pas : elle souhaite se marier avec lui. Celui-ci cherche à l'embrasser, mais elle le repousse. Elle se reproche d'être amoureuse d'un homme qui ne veut que des aventures, elle ne veut pas être sa maîtresse, et ne veut pas de relation avec lui tant qu'il ne sera pas son mari.
- Scène 8 : Adèle, fait entrer M. de la Roseraye qui prend sa lettre.
- Scène 9 : La lecture de la lettre semble le bouleverser. Il demande à Hélène de le laisser seul avec le Comte, pour parler.
- Scène 10 : M. de la Roseraye demande de l'argent au Comte. Mais celui-ci refuse en lui proposant froidement de se tuer.
- Scène 11 : Seul, M. de la Roseraye est tenté par la proposition du Comte et déplore sa situation : dans le mois, la justice l'arrêtera devant sa femme et Hélène comme un faussaire.
- Scène 12 : Mme de la Roseraye demande à son mari de lui expliquer la situation. Celui-ci lui dit juste qu'ils vont tout perdre. Elle essaie de le rassurer, puis il lui demande s'il devrait sauver sa fortune ou son honneur. Elle répond, en larmes, l'honneur, sans se douter de ce qui va se passer. Il lui demande d'aller cherche des sels.
- Scène 13 : Seul, il se tire une balle dans le crâne.

#### Acte III
- Scène 1 : Le Baron attend Mme de la Roseraye dans la nouvelle maison de la famille de la Roseraye : un bâtiment pauvre, à la campagne.
- Scène 2 : Elle rentre. Le Baron lui dit qu'elle pourrait loger chez sa nièce, celle-ci vient de l'accepter, et Hélène serait institutrice des enfants de celle-ci. Elle ne se prononce pas et lui parle d'Hélène qui ne veut pas se marier.
- Scène 3 : Hélène entre en accompagnant un ouvrier qui vient de la part de Michel Pauper qui dirige une fabrique. Il y amène Mme de la Roseraye.
- Scène 4 : Hélène avoue au Baron qu'elle aime le Comte de Rivailles, mais que celui-ci ne respecte pas son amour.
- Scène 5 : Une domestique dit que le Comte attend dehors. Le Baron ne veut pas qu'il vienne, mais Hélène veut le faire entrer.
- Scène 6 : Le Baron met Hélène en garde contre le Comte, il peut être dangereux de chercher à le revoir. Elle part en lui demandant de l’accueillir.
- Scène 7 : Entre le Comte. Le Baron lui demande des réparations au nom d'Hélène. Le Comte refuse à nouveau de se marier avec elle.
- Scène 8 : Entre Hélène, pâle, elle s’énerve après le Comte et lui reproche sa lâcheté et sa malhonnêteté. Entrent Michel, Mme de la Roseraye et des ouvriers.
- Scène 9 : Les ouvriers et les membres du conseil municipal remercient publiquement Michel Pauper pour le bien qu'il apporte à la ville en s'occupant de la fabrique.
- Scène 10 : Le Baron demande Hélène en mariage à sa mère pour sauver son honneur. Mais Mme de la Roseraye répond que Hélène décidera et qu'elle a déjà été demandée.

#### Acte IV

##### Tableau 1
- Scène 1 : Hélène, en robe de mariage, remercie sa mère de l'avoir poussée à se marier avec Michel.
- Scène 2 : Michel entre et dit à Mme de la Roseraye qu'elle est attendue en bas.
- Scène 3 : Il annonce à Hélène qu'il a réussi à transformer le charbon en diamant. Mais celle-ci lui avoue qu'elle aimait et aime peut-être encore le Comte de Rivailles. Michel en fureur la  frappe. Il prend un couteau, mais elle tend sa poitrine en le menaçant d'aller retrouver le Comte. Il « s'enfuit en poussant des cris sauvages ».

##### Tableau 2
- Scène 1 : Hélène donne à Adèle une lettre pour le Comte de Rivailles.
- Scène 2 : Seule, Hélène réfléchit sur sa situation amoureuse.
- Scène 3 : Adèle entre, elle a vu le valet du Comte, celui-ci s'attendait au retour d'Hélène et a préparé son appartement. Hélène part, humiliée : le Comte se doutait que Michel la repousserait.
- Scène 4 : Adèle fait rentrer le Comte.
- Scène 5 : Le Comte attend Hélène.
- Scène 6 : La domestique conseille au Comte de ne pas faire souffrir Hélène s'il veut arriver à ses fins.
- Scène 7 : Adèle, seule, entend des chants d'ivrognes dans la rue.

##### Tableau 3
- Scène 1 : Dans la rue, Michel Pauper, saoul, chante une chanson et tombe par terre. Hélène et le Comte sortent de la maison sans le remarquer.

#### Acte V
- Scène 1 : Un médecin dit au Baron que Michel est perdu : il devient fou et l'alcool n'a rien arrangé. Le médecin part.
- Scène 2 : Mme de la Roseraye entre. Elle confie au Baron qu'elle n'a plus de pitié pour sa fille depuis qu'elle sait que celle-ci aime le Comte. Mais Hélène entre, et Mme de la Roseraye tombe dans ses bras en pleurant et oubliant ses résolutions.
- Scène 3 : Elle conseille à Hélène de ne pas voir Michel.
- Scène 4 : Michel entre et ne reconnaît personne.
- Scène 5 : Seule avec Michel, Hélène échoue à se faire reconnaître. Michel croit qu'elle veut lui voler ses diamants. Elle s'en va pour chercher de l'aide. Il dévoile des tas de diamants, mais en fait tomber un par terre et meurt. Mme de la Roseraye, Hélène et le Baron entrent en découvrant le corps.

## Adaptations au cinéma
- 1915, Un pauvre homme de génie[9]